# 6.º Ejército (Japón)
El 6.º Ejército Japonés (第6軍, Dai-roku gun) era un ejército del Ejército Imperial Japonés inicialmente con base en Manchukuo y como fuerza de guarnición bajo el mando general del Ejército de Kwantung. Al final de la Segunda Guerra Mundial estaba activo en el este de China.

## Historia
El 6.º Ejército Japonés se formó inicialmente el 4 de agosto de 1939 en Manchukuo como una fuerza de guarnición para proteger las fronteras occidentales contra posibles incursiones del Ejército Rojo. Fue un participante importante en el incidente de Nomonhan, tiempo durante el cual sufrió graves bajas. Posteriormente, se asignó inicialmente a Hailar, en la Mongolia Interior, que también fue el sitio de un extenso sistema de fortificación militar estática japonés. Durante gran parte de la segunda guerra sino-japonesa, siguió siendo una fuerza de guarnición de reserva y entrenamiento.
El 26 de enero de 1945, el 6.º Ejército Japonés fue reasignado al control del Ejército Expedicionario de China y fue enviado al sur para reforzar las fuerzas japonesas en el frente estratégico Wuhan-Changsha, llenando el vacío dejado por la partida de las fuerzas japonesas en el empuje hacia el sur de la Operación Ichi-Go. Con la rendición de Japón, se disolvió en Hangzhou, en la provincia de Hejiang.

## Lista de comandantes

### Oficiales al mando
|   | Nombre                          | Desde                  | Hasta                  |
| - | ------------------------------- | ---------------------- | ---------------------- |
| 1 | Teniente general Rippei Ogisu   | 1 de agosto de 1939    | 6 de noviembre de 1939 |
| 2 | Teniente general Touji Yasui    | 6 de noviembre de 1939 | 15 de octubre de 1941  |
| 3 | General Seiichi Kita            | 15 de octubre de 1941  | 1 de marzo de 1943     |
| 4 | Teniente general Teizo Ishiguro | 1 de marzo de 1943     | 7 de enero de 1944     |
| 5 | Teniente general Jiro Sogawa    | 7 de enero de 1944     | septiembre de 1945     |

### Jefes de Estado Mayor
|   | Nombre                              | Desde                  | Hasta                  |
| - | ----------------------------------- | ---------------------- | ---------------------- |
| 1 | Teniente general Tetsukuma Fujimoto | 1 de agosto de 1939    | 2 de diciembre de 1940 |
| 2 | Teniente general Minoru Sasaki      | 2 de diciembre de 1940 | 1 de julio de 1942     |
| 3 | Teniente general Takeshi Mori       | 1 de julio de 1942     | 3 de febrero de 1943   |
| 4 | Mayor general Takashi Iketa         | 3 de febrero de 1943   | 25 de febrero de 1944  |
| 5 | Mayor general Ryoichi Kudo          | 25 de febrero de 1944  | septiembre de 1945     |